# Danh sách cầu thủ tham dự Giải vô địch bóng đá châu Âu 2004
Giải vô địch bóng đá châu Âu 2004 là một giải thi đấu bóng đá quốc tế tổ chức ở Bồ Đào Nha từ 12 tháng 6 đến 4 tháng 7 năm 2004. 16 đội giành quyền tham gia phải đăng ký đội hình 23 người trước ngày 2 tháng 6 năm 2004, mặc dù các cầu thủ chấn thương có thể thay bất cứ lúc nào tối đa là 24 giờ trước trận đấu đầu tiên của đội tuyển.
Tuổi, câu lạc bộ và số lần ra sân của các cầu thủ được tính đến ngày khai mạc giải đấu.

## Bảng A

### Hi Lạp
Huấn luyện viên:  Otto Rehhagel
Hi Lạp công bố đội hình chính thức vào ngày 23 tháng 5 năm 2004.
| Số | Vt | Cầu thủ                          | Ngày sinh (tuổi)            | Số trận | Câu lạc bộ       |
| -- | -- | -------------------------------- | --------------------------- | ------- | ---------------- |
| 1  | TM | Antonios Nikopolidis             | 14 tháng 1, 1971 (33 tuổi)  | 42      | Panathinaikos    |
| 2  | HV | Giourkas Seitaridis              | 4 tháng 6, 1981 (23 tuổi)   | 18      | Panathinaikos    |
| 3  | HV | Stylianos Venetidis              | 19 tháng 11, 1976 (27 tuổi) | 36      | Olympiacos       |
| 4  | HV | Nikos Dabizas                    | 3 tháng 8, 1973 (30 tuổi)   | 67      | Leicester City   |
| 5  | HV | Traianos Dellas                  | 31 tháng 1, 1976 (28 tuổi)  | 16      | Roma             |
| 6  | TV | Angelos Basinas                  | 3 tháng 1, 1976 (28 tuổi)   | 42      | Panathinaikos    |
| 7  | TV | Theodoros Zagorakis (đội trưởng) | 27 tháng 10, 1971 (32 tuổi) | 88      | AEK Athens       |
| 8  | TV | Stelios Giannakopoulos           | 12 tháng 7, 1974 (29 tuổi)  | 36      | Bolton Wanderers |
| 9  | TĐ | Angelos Charisteas               | 9 tháng 2, 1980 (24 tuổi)   | 26      | Werder Bremen    |
| 10 | TV | Vassilios Tsiartas               | 12 tháng 11, 1972 (31 tuổi) | 57      | AEK Athens       |
| 11 | TĐ | Demis Nikolaidis                 | 17 tháng 9, 1973 (30 tuổi)  | 50      | Atlético Madrid  |
| 12 | TM | Konstantinos Chalkias            | 30 tháng 5, 1974 (30 tuổi)  | 4       | Panathinaikos    |
| 13 | TM | Fanis Katergiannakis             | 16 tháng 2, 1974 (30 tuổi)  | 6       | Olympiacos       |
| 14 | HV | Takis Fyssas                     | 12 tháng 6, 1973 (31 tuổi)  | 30      | Benfica          |
| 15 | TĐ | Zisis Vryzas                     | 9 tháng 11, 1973 (30 tuổi)  | 45      | Fiorentina       |
| 16 | TV | Pantelis Kafes                   | 24 tháng 6, 1978 (25 tuổi)  | 18      | Olympiacos       |
| 17 | TV | Georgios Georgiadis              | 8 tháng 3, 1972 (32 tuổi)   | 57      | Olympiacos       |
| 18 | HV | Giannis Goumas                   | 24 tháng 5, 1975 (29 tuổi)  | 27      | Panathinaikos    |
| 19 | HV | Michalis Kapsis                  | 18 tháng 10, 1973 (30 tuổi) | 8       | AEK Athens       |
| 20 | TV | Giorgos Karagounis               | 6 tháng 3, 1977 (27 tuổi)   | 30      | Internazionale   |
| 21 | TV | Kostas Katsouranis               | 21 tháng 6, 1979 (24 tuổi)  | 5       | AEK Athens       |
| 22 | TĐ | Dimitrios Papadopoulos           | 20 tháng 9, 1981 (22 tuổi)  | 6       | Panathinaikos    |
| 23 | TV | Vassilis Lakis                   | 10 tháng 9, 1976 (27 tuổi)  | 29      | AEK Athens       |

### Bồ Đào Nha
Huấn luyện viên:  Luiz Felipe Scolari
Bồ Đào Nha công bố đội hình chính thức vào ngày 18 tháng 5 năm 2004.
| Số | Vt | Cầu thủ                     | Ngày sinh (tuổi)            | Số trận | Câu lạc bộ          |
| -- | -- | --------------------------- | --------------------------- | ------- | ------------------- |
| 1  | TM | Ricardo                     | 11 tháng 2, 1976 (28 tuổi)  | 26      | Sporting CP         |
| 2  | HV | Paulo Ferreira              | 18 tháng 1, 1979 (25 tuổi)  | 11      | Porto               |
| 3  | HV | Rui Jorge                   | 27 tháng 3, 1973 (31 tuổi)  | 42      | Sporting CP         |
| 4  | HV | Jorge Andrade               | 9 tháng 4, 1978 (26 tuổi)   | 21      | Deportivo La Coruña |
| 5  | HV | Fernando Couto (đội trưởng) | 2 tháng 8, 1969 (34 tuổi)   | 106     | Lazio               |
| 6  | TV | Costinha                    | 1 tháng 12, 1974 (29 tuổi)  | 23      | Porto               |
| 7  | TV | Luís Figo                   | 4 tháng 11, 1972 (31 tuổi)  | 103     | Real Madrid         |
| 8  | TV | Petit                       | 25 tháng 9, 1976 (27 tuổi)  | 19      | Benfica             |
| 9  | TĐ | Pauleta                     | 28 tháng 4, 1973 (31 tuổi)  | 55      | Paris Saint-Germain |
| 10 | TV | Rui Costa                   | 29 tháng 3, 1972 (32 tuổi)  | 89      | Milan               |
| 11 | TĐ | Simão                       | 31 tháng 10, 1979 (24 tuổi) | 27      | Benfica             |
| 12 | TM | Quim                        | 13 tháng 11, 1975 (28 tuổi) | 21      | Braga               |
| 13 | HV | Miguel                      | 4 tháng 1, 1980 (24 tuổi)   | 13      | Benfica             |
| 14 | HV | Nuno Valente                | 12 tháng 9, 1974 (29 tuổi)  | 9       | Porto               |
| 15 | HV | Beto                        | 3 tháng 5, 1976 (28 tuổi)   | 30      | Sporting CP         |
| 16 | HV | Ricardo Carvalho            | 18 tháng 5, 1978 (26 tuổi)  | 4       | Porto               |
| 17 | TĐ | Cristiano Ronaldo           | 5 tháng 2, 1985 (19 tuổi)   | 6       | Manchester United   |
| 18 | TV | Maniche                     | 11 tháng 11, 1977 (26 tuổi) | 7       | Porto               |
| 19 | TV | Tiago                       | 2 tháng 5, 1981 (23 tuổi)   | 9       | Benfica             |
| 20 | TV | Deco                        | 27 tháng 8, 1977 (26 tuổi)  | 12      | Porto               |
| 21 | TĐ | Nuno Gomes                  | 5 tháng 7, 1976 (27 tuổi)   | 39      | Benfica             |
| 22 | TM | José Moreira                | 20 tháng 3, 1982 (22 tuổi)  | 0       | Benfica             |
| 23 | TĐ | Hélder Postiga              | 2 tháng 8, 1982 (21 tuổi)   | 6       | Tottenham Hotspur   |

### Nga
Huấn luyện viên: Georgi Yartsev
Nga công bố đội hình chính thức vào ngày 2 tháng 6 năm 2004. Aleksandr Mostovoi bị gửi về nhà ngày 15 tháng 6 sau khi bị cáo buộc tấn công vào sự đoàn kết của đội. Caps include those for USSR, CIS, and Nga.
| Số | Vt | Cầu thủ                     | Ngày sinh (tuổi)            | Số trận | Câu lạc bộ             |
| -- | -- | --------------------------- | --------------------------- | ------- | ---------------------- |
| 1  | TM | Sergei Ovchinnikov          | 10 tháng 11, 1970 (33 tuổi) | 31      | Lokomotiv Moscow       |
| 2  | TV | Vladislav Radimov           | 26 tháng 11, 1975 (28 tuổi) | 29      | Zenit Saint Petersburg |
| 3  | TĐ | Dmitri Sychev               | 26 tháng 10, 1983 (20 tuổi) | 15      | Lokomotiv Moscow       |
| 4  | TV | Alexey Smertin (đội trưởng) | 1 tháng 5, 1975 (29 tuổi)   | 40      | Portsmouth             |
| 5  | TV | Andrei Karyaka              | 1 tháng 4, 1978 (26 tuổi)   | 17      | Krylya Sovetov Samara  |
| 6  | TV | Igor Semshov                | 6 tháng 4, 1978 (26 tuổi)   | 6       | Torpedo Moscow         |
| 7  | TV | Marat Izmailov              | 21 tháng 9, 1982 (21 tuổi)  | 17      | Lokomotiv Moscow       |
| 8  | TV | Rolan Gusev                 | 17 tháng 9, 1977 (26 tuổi)  | 25      | CSKA Moscow            |
| 9  | TĐ | Dmitri Bulykin              | 20 tháng 11, 1979 (24 tuổi) | 8       | Dynamo Moscow          |
| 10 | TV | Aleksandr Mostovoi          | 22 tháng 8, 1968 (35 tuổi)  | 64      | Celta Vigo             |
| 11 | TĐ | Aleksandr Kerzhakov         | 27 tháng 11, 1982 (21 tuổi) | 18      | Zenit Saint Petersburg |
| 12 | TM | Vyacheslav Malafeev         | 4 tháng 3, 1979 (25 tuổi)   | 2       | Zenit Saint Petersburg |
| 13 | HV | Roman Sharonov              | 8 tháng 9, 1976 (27 tuổi)   | 3       | Rubin Kazan            |
| 14 | HV | Aleksandr Anyukov           | 28 tháng 9, 1982 (21 tuổi)  | 1       | Krylya Sovetov Samara  |
| 15 | TV | Dmitri Alenichev            | 20 tháng 10, 1972 (31 tuổi) | 50      | Porto                  |
| 16 | HV | Vadim Evseev                | 8 tháng 1, 1976 (28 tuổi)   | 9       | Lokomotiv Moscow       |
| 17 | HV | Dmitri Sennikov             | 24 tháng 6, 1976 (27 tuổi)  | 13      | Lokomotiv Moscow       |
| 18 | TĐ | Dmitri Kirichenko           | 17 tháng 1, 1977 (27 tuổi)  | 4       | CSKA Moscow            |
| 19 | TV | Vladimir Bystrov            | 31 tháng 1, 1984 (20 tuổi)  | 2       | Zenit Saint Petersburg |
| 20 | TV | Dmitri Loskov               | 12 tháng 2, 1974 (30 tuổi)  | 13      | Lokomotiv Moscow       |
| 21 | HV | Aleksei Bugayev             | 25 tháng 8, 1981 (22 tuổi)  | 1       | Torpedo Moscow         |
| 22 | TV | Evgeni Aldonin              | 22 tháng 1, 1980 (24 tuổi)  | 12      | CSKA Moscow            |
| 23 | TM | Igor Akinfeev               | 8 tháng 4, 1986 (18 tuổi)   | 1       | CSKA Moscow            |

### Tây Ban Nha
Huấn luyện viên: Iñaki Sáez
Tây Ban Nha công bố đội hình chính thức vào ngày 20 tháng 5 năm 2004. Hậu vệ phải của Real Madrid Michel Salgado ban đầu có tên trong đội hình nhưng bị dính chấn thương rách cơ đùi và được thay bởi hậu vệ của Deportivo La Coruña Joan Capdevila.
| Số | Vt | Cầu thủ             | Ngày sinh (tuổi)            | Số trận | Câu lạc bộ          |
| -- | -- | ------------------- | --------------------------- | ------- | ------------------- |
| 1  | TM | Santiago Cañizares  | 18 tháng 12, 1969 (34 tuổi) |         | Valencia            |
| 2  | HV | Joan Capdevila      | 3 tháng 2, 1978 (26 tuổi)   |         | Deportivo La Coruña |
| 3  | HV | Carlos Marchena     | 31 tháng 7, 1979 (24 tuổi)  |         | Valencia            |
| 4  | TV | David Albelda       | 1 tháng 9, 1977 (26 tuổi)   |         | Valencia            |
| 5  | HV | Carles Puyol        | 13 tháng 4, 1978 (26 tuổi)  |         | Barcelona           |
| 6  | HV | Iván Helguera       | 28 tháng 3, 1975 (29 tuổi)  |         | Real Madrid         |
| 7  | TĐ | Raúl (đội trưởng)   | 27 tháng 6, 1977 (26 tuổi)  |         | Real Madrid         |
| 8  | TV | Rubén Baraja        | 11 tháng 7, 1975 (28 tuổi)  |         | Valencia            |
| 9  | TĐ | Fernando Torres     | 20 tháng 3, 1984 (20 tuổi)  |         | Atlético Madrid     |
| 10 | TĐ | Fernando Morientes  | 5 tháng 4, 1976 (28 tuổi)   |         | Monaco              |
| 11 | TĐ | Albert Luque        | 11 tháng 3, 1978 (26 tuổi)  |         | Deportivo La Coruña |
| 12 | HV | Gabri               | 10 tháng 2, 1979 (25 tuổi)  |         | Barcelona           |
| 13 | TM | Daniel Aranzubia    | 18 tháng 9, 1979 (24 tuổi)  |         | Athletic Bilbao     |
| 14 | TV | Vicente             | 16 tháng 7, 1981 (22 tuổi)  |         | Valencia            |
| 15 | HV | Raúl Bravo          | 14 tháng 4, 1981 (23 tuổi)  |         | Real Madrid         |
| 16 | TV | Xabi Alonso         | 25 tháng 11, 1981 (22 tuổi) |         | Real Sociedad       |
| 17 | TĐ | Joseba Etxeberria   | 5 tháng 9, 1977 (26 tuổi)   |         | Athletic Bilbao     |
| 18 | HV | César Martín        | 3 tháng 4, 1977 (27 tuổi)   |         | Deportivo La Coruña |
| 19 | TV | Joaquín             | 21 tháng 7, 1981 (22 tuổi)  |         | Real Betis          |
| 20 | TV | Xavi                | 25 tháng 1, 1980 (24 tuổi)  |         | Barcelona           |
| 21 | TV | Juan Carlos Valerón | 17 tháng 6, 1975 (28 tuổi)  |         | Deportivo La Coruña |
| 22 | HV | Juanito             | 23 tháng 7, 1976 (27 tuổi)  |         | Real Betis          |
| 23 | TM | Iker Casillas       | 20 tháng 5, 1981 (23 tuổi)  |         | Real Madrid         |

## Bảng B

### Croatia
Huấn luyện viên: Otto Barić
Croatia công bố đội hình chính thức vào ngày 2 tháng 6 năm 2004. Thủ môn Stipe Pletikosa dính chấn thương đùi vài ngày trước khi giải đấu khởi tranh, và vì vậy rút khỏi đội tuyển, được thay bởi Vladimir Vasilj.
| Số | Vt | Cầu thủ                     | Ngày sinh (tuổi)            | Số trận | Câu lạc bộ           |
| -- | -- | --------------------------- | --------------------------- | ------- | -------------------- |
| 1  | TM | Vladimir Vasilj             | 6 tháng 7, 1975 (28 tuổi)   |         | Varteks              |
| 2  | HV | Mario Tokić                 | 23 tháng 7, 1975 (28 tuổi)  |         | Grazer AK            |
| 3  | HV | Josip Šimunić               | 18 tháng 2, 1978 (26 tuổi)  |         | Hertha BSC           |
| 4  | HV | Stjepan Tomas               | 6 tháng 3, 1976 (28 tuổi)   |         | Fenerbahçe           |
| 5  | HV | Igor Tudor                  | 16 tháng 4, 1978 (26 tuổi)  |         | Juventus             |
| 6  | HV | Boris Živković (đội trưởng) | 15 tháng 11, 1975 (28 tuổi) |         | VfB Stuttgart        |
| 7  | TV | Milan Rapaić                | 16 tháng 8, 1973 (30 tuổi)  |         | Ancona               |
| 8  | TV | Darijo Srna                 | 1 tháng 5, 1982 (22 tuổi)   |         | Shakhtar Donetsk     |
| 9  | TĐ | Dado Pršo                   | 5 tháng 11, 1974 (29 tuổi)  |         | Monaco               |
| 10 | TV | Niko Kovač                  | 15 tháng 10, 1971 (32 tuổi) |         | Hertha BSC           |
| 11 | TĐ | Tomislav Šokota             | 8 tháng 4, 1977 (27 tuổi)   |         | Benfica              |
| 12 | TM | Tomislav Butina             | 30 tháng 3, 1974 (30 tuổi)  |         | Club Brugge          |
| 13 | HV | Dario Šimić                 | 12 tháng 11, 1975 (28 tuổi) |         | Milan                |
| 14 | HV | Mato Neretljak              | 3 tháng 6, 1979 (25 tuổi)   |         | Hajduk Split         |
| 15 | TV | Jerko Leko                  | 9 tháng 4, 1980 (24 tuổi)   |         | Dynamo Kyiv          |
| 16 | TV | Marko Babić                 | 28 tháng 1, 1981 (23 tuổi)  |         | Bayer Leverkusen     |
| 17 | TĐ | Ivan Klasnić                | 29 tháng 1, 1980 (24 tuổi)  |         | Werder Bremen        |
| 18 | TĐ | Ivica Olić                  | 14 tháng 9, 1979 (24 tuổi)  |         | CSKA Moscow          |
| 19 | TĐ | Ivica Mornar                | 12 tháng 1, 1974 (30 tuổi)  |         | Portsmouth           |
| 20 | TV | Đovani Roso                 | 17 tháng 11, 1972 (31 tuổi) |         | Maccabi Haifa        |
| 21 | HV | Robert Kovač                | 6 tháng 4, 1974 (30 tuổi)   |         | Bayern Munich        |
| 22 | TV | Nenad Bjelica               | 20 tháng 8, 1971 (32 tuổi)  |         | 1. FC Kaiserslautern |
| 23 | TM | Joey Didulica               | 14 tháng 10, 1977 (26 tuổi) |         | Austria Wien         |

### Anh
Huấn luyện viên:  Sven-Göran Eriksson
Anh công bố đội hình chính thức vào ngày 17 tháng 5 năm 2004.
| Số | Vt | Cầu thủ                    | Ngày sinh (tuổi)            | Số trận | Câu lạc bộ        |
| -- | -- | -------------------------- | --------------------------- | ------- | ----------------- |
| 1  | TM | David James                | 1 tháng 8, 1970 (33 tuổi)   | 24      | Manchester City   |
| 2  | HV | Gary Neville               | 18 tháng 2, 1975 (29 tuổi)  | 63      | Manchester United |
| 3  | HV | Ashley Cole                | 20 tháng 12, 1980 (23 tuổi) | 26      | Arsenal           |
| 4  | TV | Steven Gerrard             | 30 tháng 5, 1980 (24 tuổi)  | 24      | Liverpool         |
| 5  | HV | John Terry                 | 7 tháng 12, 1980 (23 tuổi)  | 8       | Chelsea           |
| 6  | HV | Sol Campbell               | 18 tháng 9, 1974 (29 tuổi)  | 58      | Arsenal           |
| 7  | TV | David Beckham (đội trưởng) | 2 tháng 5, 1975 (29 tuổi)   | 68      | Real Madrid       |
| 8  | TV | Paul Scholes               | 16 tháng 11, 1974 (29 tuổi) | 62      | Manchester United |
| 9  | TĐ | Wayne Rooney               | 24 tháng 10, 1985 (18 tuổi) | 13      | Everton           |
| 10 | TĐ | Michael Owen               | 14 tháng 12, 1979 (24 tuổi) | 56      | Liverpool         |
| 11 | TV | Frank Lampard              | 20 tháng 6, 1978 (25 tuổi)  | 19      | Chelsea           |
| 12 | HV | Wayne Bridge               | 5 tháng 8, 1980 (23 tuổi)   | 17      | Chelsea           |
| 13 | TM | Paul Robinson              | 15 tháng 10, 1979 (24 tuổi) | 5       | Tottenham Hotspur |
| 14 | HV | Phil Neville               | 21 tháng 1, 1977 (27 tuổi)  | 48      | Manchester United |
| 15 | HV | Ledley King                | 12 tháng 10, 1980 (23 tuổi) | 5       | Tottenham Hotspur |
| 16 | HV | Jamie Carragher            | 28 tháng 1, 1978 (26 tuổi)  | 12      | Liverpool         |
| 17 | TV | Nicky Butt                 | 21 tháng 1, 1975 (29 tuổi)  | 35      | Manchester United |
| 18 | TV | Owen Hargreaves            | 20 tháng 1, 1981 (23 tuổi)  | 19      | Bayern Munich     |
| 19 | TV | Joe Cole                   | 8 tháng 11, 1981 (22 tuổi)  | 17      | Chelsea           |
| 20 | TV | Kieron Dyer                | 29 tháng 12, 1978 (25 tuổi) | 22      | Newcastle United  |
| 21 | TĐ | Emile Heskey               | 11 tháng 1, 1978 (26 tuổi)  | 42      | Birmingham City   |
| 22 | TM | Ian Walker                 | 31 tháng 10, 1971 (32 tuổi) | 4       | Leicester City    |
| 23 | TĐ | Darius Vassell             | 13 tháng 6, 1980 (23 tuổi)  | 18      | Aston Villa       |

### Pháp
Huấn luyện viên: Jacques Santini
Pháp công bố đội hình chính thức vào ngày 18 tháng 5 năm 2004. Tiền vệ Ludovic Giuly bị rách cơ háng trong trận Chung kết UEFA Champions League 2004 ngày 26 tháng 5, và được thay bởi tiền đạo Sidney Govou 3 ngày sau đó.
| Số | Vt | Cầu thủ                      | Ngày sinh (tuổi)            | Số trận | Câu lạc bộ        |
| -- | -- | ---------------------------- | --------------------------- | ------- | ----------------- |
| 1  | TM | Mickaël Landreau             | 14 tháng 5, 1979 (25 tuổi)  |         | Nantes            |
| 2  | HV | Jean-Alain Boumsong          | 14 tháng 12, 1979 (24 tuổi) |         | Auxerre           |
| 3  | HV | Bixente Lizarazu             | 9 tháng 12, 1969 (34 tuổi)  |         | Bayern Munich     |
| 4  | TV | Patrick Vieira               | 23 tháng 6, 1976 (27 tuổi)  |         | Arsenal           |
| 5  | HV | William Gallas               | 17 tháng 8, 1977 (26 tuổi)  |         | Chelsea           |
| 6  | TV | Claude Makélélé              | 18 tháng 2, 1973 (31 tuổi)  |         | Chelsea           |
| 7  | TV | Robert Pirès                 | 29 tháng 10, 1973 (30 tuổi) | 67      | Arsenal           |
| 8  | HV | Marcel Desailly (đội trưởng) | 7 tháng 9, 1968 (35 tuổi)   |         | Chelsea           |
| 9  | TĐ | Louis Saha                   | 8 tháng 8, 1978 (25 tuổi)   |         | Manchester United |
| 10 | TV | Zinedine Zidane              | 23 tháng 6, 1972 (31 tuổi)  |         | Real Madrid       |
| 11 | TĐ | Sylvain Wiltord              | 10 tháng 5, 1974 (30 tuổi)  |         | Arsenal           |
| 12 | TĐ | Thierry Henry                | 17 tháng 8, 1977 (26 tuổi)  |         | Arsenal           |
| 13 | HV | Mikaël Silvestre             | 9 tháng 8, 1977 (26 tuổi)   |         | Manchester United |
| 14 | TV | Jérôme Rothen                | 31 tháng 3, 1978 (26 tuổi)  |         | Monaco            |
| 15 | HV | Lilian Thuram                | 1 tháng 1, 1972 (32 tuổi)   |         | Juventus          |
| 16 | TM | Fabien Barthez               | 28 tháng 6, 1971 (32 tuổi)  |         | Marseille         |
| 17 | TV | Olivier Dacourt              | 25 tháng 9, 1974 (29 tuổi)  |         | Roma              |
| 18 | TV | Benoît Pedretti              | 12 tháng 11, 1980 (23 tuổi) |         | Sochaux           |
| 19 | HV | Willy Sagnol                 | 18 tháng 3, 1977 (27 tuổi)  |         | Bayern Munich     |
| 20 | TĐ | David Trezeguet              | 15 tháng 10, 1977 (26 tuổi) |         | Juventus          |
| 21 | TĐ | Steve Marlet                 | 10 tháng 1, 1974 (30 tuổi)  |         | Marseille         |
| 22 | TĐ | Sidney Govou                 | 27 tháng 7, 1979 (24 tuổi)  |         | Lyon              |
| 23 | TM | Grégory Coupet               | 31 tháng 12, 1972 (31 tuổi) |         | Lyon              |

### Thụy Sĩ
Huấn luyện viên: Köbi Kuhn
Thụy Sĩ công bố đội hình sơ bộ 26 người vào ngày 24 tháng 5 năm 2004. Stéphane Grichting và Rémo Meyer bị loại khỏi đội hình chính thức, trong khi Marco Streller bị vỡ xương chày và mác trái và Léonard Thurre rách cơ đùi trong lúc tập luyện; họ được thay bởi tiền đạo trẻ 18 tuổi của PSV Eindhoven Johan Vonlanthen.
Ngày 6 tháng 6, tiền vệ Johann Lonfat rút khỏi đội hình sau khi dính chấn thương lưng; ban đầu anh sẽ được thay bởi tiền đạo Juventus Davide Chiumiento, nhưng anh từ chối vì đợi triệu tập từ Ý, có nghĩa rằng thay vào đó Tranquillo Barnetta thay thế cho Lonfat. Thủ môn Fabrice Borer bị gãy tay khi tập luyện ngày 12 tháng 6 và được thay bởi Sébastien Roth trước trận đấu mở màn của Thụy Sĩ trước Croatia ngày hôm sau.
| Số | Vt | Cầu thủ                 | Ngày sinh (tuổi)            | Số trận | Câu lạc bộ            |
| -- | -- | ----------------------- | --------------------------- | ------- | --------------------- |
| 1  | TM | Jörg Stiel (đội trưởng) | 3 tháng 3, 1968 (36 tuổi)   |         | BoNga Mönchengladbach |
| 2  | HV | Bernt Haas              | 8 tháng 4, 1978 (26 tuổi)   |         | West Bromwich Albion  |
| 3  | HV | Bruno Berner            | 21 tháng 11, 1977 (26 tuổi) |         | SC Freiburg           |
| 4  | HV | Stéphane Henchoz        | 7 tháng 9, 1974 (29 tuổi)   |         | Liverpool             |
| 5  | HV | Murat Yakin             | 15 tháng 9, 1974 (29 tuổi)  |         | Basel                 |
| 6  | TV | Johann Vogel            | 8 tháng 3, 1977 (27 tuổi)   |         | PSV                   |
| 7  | TV | Ricardo Cabanas         | 17 tháng 1, 1979 (25 tuổi)  |         | Grasshopper           |
| 8  | TV | Raphaël Wicky           | 26 tháng 4, 1977 (27 tuổi)  |         | Hamburger SV          |
| 9  | TĐ | Alexander Frei          | 15 tháng 7, 1979 (24 tuổi)  |         | Rennes                |
| 10 | TV | Hakan Yakin             | 22 tháng 2, 1977 (27 tuổi)  |         | VfB Stuttgart         |
| 11 | TĐ | Stéphane Chapuisat      | 28 tháng 6, 1969 (34 tuổi)  |         | Young Boys            |
| 12 | TM | Pascal Zuberbühler      | 8 tháng 1, 1971 (33 tuổi)   |         | Basel                 |
| 13 | HV | Marco Zwyssig           | 24 tháng 10, 1971 (32 tuổi) |         | Basel                 |
| 14 | HV | Ludovic Magnin          | 20 tháng 4, 1979 (25 tuổi)  |         | Werder Bremen         |
| 15 | TV | Daniel Gygax            | 28 tháng 8, 1981 (22 tuổi)  |         | Zürich                |
| 16 | TV | Fabio Celestini         | 31 tháng 10, 1975 (28 tuổi) |         | Marseille             |
| 17 | HV | Christoph Spycher       | 30 tháng 3, 1978 (26 tuổi)  |         | Grasshopper           |
| 18 | TV | Benjamin Huggel         | 7 tháng 7, 1977 (26 tuổi)   |         | Basel                 |
| 19 | TV | Tranquillo Barnetta     | 22 tháng 5, 1985 (19 tuổi)  |         | St. Gallen            |
| 20 | HV | Patrick Müller          | 17 tháng 12, 1976 (27 tuổi) |         | Lyon                  |
| 21 | TĐ | Milaim Rama             | 29 tháng 2, 1976 (28 tuổi)  |         | Thun                  |
| 22 | TĐ | Johan Vonlanthen        | 1 tháng 2, 1986 (18 tuổi)   |         | PSV                   |
| 23 | TM | Sébastien Roth          | 1 tháng 4, 1978 (26 tuổi)   |         | Servette              |

## Bảng C

### Bulgaria
Huấn luyện viên: Plamen Markov
Bulgaria công bố đội hình chính thức vào ngày 19 tháng 5 năm 2004.
| Số | Vt | Cầu thủ                      | Ngày sinh (tuổi)            | Số trận | Câu lạc bộ           |
| -- | -- | ---------------------------- | --------------------------- | ------- | -------------------- |
| 1  | TM | Zdravko Zdravkov             | 4 tháng 10, 1970 (33 tuổi)  |         | Litex Lovech         |
| 2  | HV | Vladimir Ivanov              | 6 tháng 2, 1973 (31 tuổi)   |         | Lokomotiv Plovdiv    |
| 3  | HV | Rosen Kirilov                | 4 tháng 1, 1973 (31 tuổi)   |         | Litex Lovech         |
| 4  | HV | Ivaylo Petkov                | 7 tháng 12, 1975 (28 tuổi)  |         | Fenerbahçe           |
| 5  | HV | Zlatomir Zagorčić            | 15 tháng 6, 1971 (32 tuổi)  |         | Litex Lovech         |
| 6  | HV | Kiril Kotev                  | 8 tháng 4, 1982 (22 tuổi)   |         | Lokomotiv Plovdiv    |
| 7  | TV | Daniel Borimirov             | 15 tháng 1, 1970 (34 tuổi)  |         | Levski Sofia         |
| 8  | TV | Milen Petkov                 | 12 tháng 1, 1974 (30 tuổi)  |         | AEK Athens           |
| 9  | TĐ | Dimitar Berbatov             | 30 tháng 1, 1981 (23 tuổi)  |         | Bayer Leverkusen     |
| 10 | TV | Velizar Dimitrov             | 13 tháng 4, 1979 (25 tuổi)  |         | CSKA Sofia           |
| 11 | TĐ | Zdravko Lazarov              | 20 tháng 2, 1976 (28 tuổi)  |         | Gaziantepspor        |
| 12 | TM | Stoyan Kolev                 | 3 tháng 2, 1976 (28 tuổi)   |         | CSKA Sofia           |
| 13 | HV | Georgi Peev                  | 11 tháng 3, 1979 (25 tuổi)  |         | Dynamo Kyiv          |
| 14 | TĐ | Georgi Chilikov              | 23 tháng 8, 1978 (25 tuổi)  |         | Levski Sofia         |
| 15 | TV | Marian Hristov               | 29 tháng 7, 1973 (30 tuổi)  |         | 1. FC Kaiserslautern |
| 16 | TĐ | Vladimir Manchev             | 6 tháng 10, 1977 (26 tuổi)  |         | Lille                |
| 17 | TV | Martin Petrov                | 15 tháng 1, 1979 (25 tuổi)  |         | VfL Wolfsburg        |
| 18 | HV | Predrag Pažin                | 14 tháng 3, 1973 (31 tuổi)  |         | Shakhtar Donetsk     |
| 19 | TV | Stiliyan Petrov (đội trưởng) | 5 tháng 7, 1979 (24 tuổi)   |         | Celtic               |
| 20 | TĐ | Valeri Bojinov               | 15 tháng 2, 1986 (18 tuổi)  |         | Lecce                |
| 21 | TĐ | Zoran Janković               | 8 tháng 2, 1974 (30 tuổi)   |         | Dalian Shide         |
| 22 | HV | Ilian Stoyanov               | 20 tháng 1, 1977 (27 tuổi)  |         | Levski Sofia         |
| 23 | TM | Dimitar Ivankov              | 30 tháng 10, 1975 (28 tuổi) |         | Levski Sofia         |

### Đan Mạch
Huấn luyện viên: Morten Olsen
Đan Mạch công bố đội hình chính thức vào ngày 1 tháng 6 năm 2004.
| Số | Vt | Cầu thủ                     | Ngày sinh (tuổi)            | Số trận | Câu lạc bộ        |
| -- | -- | --------------------------- | --------------------------- | ------- | ----------------- |
| 1  | TM | Thomas Sørensen             | 12 tháng 6, 1976 (28 tuổi)  |         | Aston Villa       |
| 2  | HV | Kasper Bøgelund             | 8 tháng 10, 1980 (23 tuổi)  |         | PSV               |
| 3  | HV | René Henriksen (đội trưởng) | 27 tháng 8, 1969 (34 tuổi)  |         | Panathinaikos     |
| 4  | HV | Martin Laursen              | 26 tháng 7, 1977 (26 tuổi)  |         | Milan             |
| 5  | HV | Niclas Jensen               | 17 tháng 8, 1974 (29 tuổi)  |         | BoNga Dortmund    |
| 6  | HV | Thomas Helveg               | 24 tháng 6, 1971 (32 tuổi)  |         | Internazionale    |
| 7  | TV | Thomas Gravesen             | 11 tháng 3, 1976 (28 tuổi)  |         | Everton           |
| 8  | TĐ | Jesper Grønkjær             | 12 tháng 8, 1977 (26 tuổi)  |         | Chelsea           |
| 9  | TV | Jon Dahl Tomasson           | 29 tháng 8, 1976 (27 tuổi)  |         | Milan             |
| 10 | TV | Martin Jørgensen            | 6 tháng 10, 1975 (28 tuổi)  |         | Udinese           |
| 11 | TĐ | Ebbe Sand                   | 19 tháng 7, 1972 (31 tuổi)  |         | Schalke 04        |
| 12 | TV | Thomas Kahlenberg           | 20 tháng 3, 1983 (21 tuổi)  |         | Brøndby           |
| 13 | HV | Per Krøldrup                | 31 tháng 7, 1979 (24 tuổi)  |         | Udinese           |
| 14 | TV | Claus Jensen                | 29 tháng 4, 1977 (27 tuổi)  |         | Charlton Athletic |
| 15 | TV | Daniel Jensen               | 25 tháng 6, 1979 (24 tuổi)  |         | Real Murcia       |
| 16 | TM | Peter Skov-Jensen           | 9 tháng 6, 1971 (33 tuổi)   |         | Midtjylland       |
| 17 | TV | Christian Poulsen           | 28 tháng 2, 1980 (24 tuổi)  |         | Schalke 04        |
| 18 | HV | Brian Priske                | 14 tháng 5, 1977 (27 tuổi)  |         | Racing Genk       |
| 19 | TĐ | Dennis Rommedahl            | 22 tháng 7, 1978 (25 tuổi)  |         | PSV               |
| 20 | TV | Kenneth Perez               | 29 tháng 8, 1974 (29 tuổi)  |         | AZ                |
| 21 | TĐ | Peter Madsen                | 26 tháng 4, 1978 (26 tuổi)  |         | VfL Bochum        |
| 22 | TM | Stephan Andersen            | 26 tháng 11, 1981 (22 tuổi) |         | AB                |
| 23 | TĐ | Peter Løvenkrands           | 29 tháng 1, 1980 (24 tuổi)  |         | Rangers           |

### Ý
Huấn luyện viên: Giovanni Trapattoni
Ý công bố đội hình chính thức vào ngày 18 tháng 5 năm 2004.
| Số | Vt | Cầu thủ                      | Ngày sinh (tuổi)           | Số trận | Câu lạc bộ     |
| -- | -- | ---------------------------- | -------------------------- | ------- | -------------- |
| 1  | TM | Gianluigi Buffon             | 28 tháng 1, 1978 (26 tuổi) |         | Juventus       |
| 2  | HV | Christian Panucci            | 12 tháng 4, 1973 (31 tuổi) |         | Roma           |
| 3  | HV | Massimo Oddo                 | 14 tháng 6, 1976 (27 tuổi) |         | Lazio          |
| 4  | TV | Cristiano Zanetti            | 14 tháng 4, 1977 (27 tuổi) |         | Internazionale |
| 5  | HV | Fabio Cannavaro (đội trưởng) | 13 tháng 9, 1973 (30 tuổi) |         | Internazionale |
| 6  | HV | Matteo Ferrari               | 5 tháng 12, 1979 (24 tuổi) |         | Parma          |
| 7  | TĐ | Alessandro Del Piero         | 9 tháng 11, 1974 (29 tuổi) |         | Juventus       |
| 8  | TV | Gennaro Gattuso              | 9 tháng 1, 1978 (26 tuổi)  |         | Milan          |
| 9  | TĐ | Christian Vieri              | 12 tháng 7, 1973 (30 tuổi) |         | Internazionale |
| 10 | TĐ | Phápsco Totti                | 27 tháng 9, 1976 (27 tuổi) |         | Roma           |
| 11 | TĐ | Bernardo Corradi             | 30 tháng 3, 1976 (28 tuổi) |         | Lazio          |
| 12 | TM | Phápsco Toldo                | 2 tháng 12, 1971 (32 tuổi) |         | Internazionale |
| 13 | HV | Alessandro Nesta             | 19 tháng 3, 1976 (28 tuổi) |         | Milan          |
| 14 | TV | Stefano Fiore                | 17 tháng 4, 1975 (29 tuổi) |         | Lazio          |
| 15 | HV | Giuseppe Favalli             | 8 tháng 1, 1972 (32 tuổi)  |         | Lazio          |
| 16 | TV | Mauro Camoranesi             | 4 tháng 10, 1976 (27 tuổi) |         | Juventus       |
| 17 | TĐ | Marco Di Vaio                | 15 tháng 7, 1976 (27 tuổi) |         | Juventus       |
| 18 | TĐ | Antonio Cassano              | 12 tháng 7, 1982 (21 tuổi) |         | Roma           |
| 19 | HV | Gianluca Zambrotta           | 19 tháng 2, 1977 (27 tuổi) |         | Juventus       |
| 20 | TV | Simone Perrotta              | 17 tháng 9, 1977 (26 tuổi) |         | Chievo         |
| 21 | TV | Andrea Pirlo                 | 19 tháng 5, 1979 (25 tuổi) |         | Milan          |
| 22 | TM | Angelo Peruzzi               | 16 tháng 2, 1970 (34 tuổi) |         | Lazio          |
| 23 | HV | Marco Materazzi              | 19 tháng 8, 1973 (30 tuổi) |         | Internazionale |

### Thụy Điển
Huấn luyện viên: Lars Lagerbäck & Tommy Söderberg
Thụy Điển công bố đội hình chính thức vào ngày 6 tháng 5 năm 2004. Hậu vệ Southampton Michael Svensson bị loại khỏi đội hình vào ngày 26 tháng 5 sau khi không thể hồi phục do chấn thương đầu gối; anh được thay bởi hậu vệ của Hammarby Alexander Östlund.
| Số | Vt | Cầu thủ                    | Ngày sinh (tuổi)            | Số trận | Câu lạc bộ       |
| -- | -- | -------------------------- | --------------------------- | ------- | ---------------- |
| 1  | TM | Andreas Isaksson           | 3 tháng 10, 1981 (22 tuổi)  |         | Djurgården       |
| 2  | HV | Teddy Lučić                | 15 tháng 4, 1973 (31 tuổi)  |         | Bayer Leverkusen |
| 3  | HV | Olof Mellberg              | 3 tháng 9, 1977 (26 tuổi)   |         | Aston Villa      |
| 4  | HV | Johan Mjällby (đội trưởng) | 9 tháng 2, 1971 (33 tuổi)   |         | Celtic           |
| 5  | HV | Erik Edman                 | 11 tháng 11, 1978 (25 tuổi) |         | Heerenveen       |
| 6  | TV | Tobias Linderoth           | 21 tháng 4, 1979 (25 tuổi)  |         | Everton          |
| 7  | TV | Mikael Nilsson             | 24 tháng 6, 1978 (25 tuổi)  |         | Halmstad         |
| 8  | TV | Anders Svensson            | 17 tháng 7, 1976 (27 tuổi)  |         | Southampton      |
| 9  | TV | Fredrik Ljungberg          | 16 tháng 4, 1977 (27 tuổi)  |         | Arsenal          |
| 10 | TĐ | Zlatan Ibrahimović         | 3 tháng 10, 1981 (22 tuổi)  |         | Ajax             |
| 11 | TĐ | Henrik Larsson             | 20 tháng 9, 1971 (32 tuổi)  |         | Celtic           |
| 12 | TM | Magnus Hedman              | 19 tháng 3, 1973 (31 tuổi)  |         | Ancona           |
| 13 | HV | Petter Hansson             | 14 tháng 12, 1976 (27 tuổi) |         | Heerenveen       |
| 14 | HV | Alexander Östlund          | 11 tháng 2, 1978 (26 tuổi)  |         | Hammarby         |
| 15 | HV | Andreas Jakobsson          | 6 tháng 10, 1972 (31 tuổi)  |         | Brøndby          |
| 16 | TV | Kim Källström              | 24 tháng 8, 1982 (21 tuổi)  |         | Rennes           |
| 17 | TV | Anders Andersson           | 15 tháng 3, 1974 (30 tuổi)  |         | Belenenses       |
| 18 | TĐ | Mattias Jonson             | 16 tháng 1, 1974 (30 tuổi)  |         | Brøndby          |
| 19 | TV | Pontus Farnerud            | 4 tháng 6, 1980 (24 tuổi)   |         | Strasbourg       |
| 20 | TĐ | Marcus Allbäck             | 5 tháng 7, 1973 (30 tuổi)   |         | Aston Villa      |
| 21 | TV | Christian Wilhelmsson      | 8 tháng 12, 1979 (24 tuổi)  |         | Anderlecht       |
| 22 | HV | Erik Wahlstedt             | 16 tháng 4, 1976 (28 tuổi)  |         | Helsingborg      |
| 23 | TM | Magnus Kihlstedt           | 29 tháng 2, 1972 (32 tuổi)  |         | Copenhagen       |

## Bảng D

### Cộng hòa Séc
Huấn luyện viên: Karel Brückner
Cộng hòa Séc công bố đội hình sơ bộ 24 người vào ngày 19 tháng 5 năm 2004.
| Số | Vt | Cầu thủ                   | Ngày sinh (tuổi)            | Số trận | Câu lạc bộ             |
| -- | -- | ------------------------- | --------------------------- | ------- | ---------------------- |
| 1  | TM | Petr Čech                 | 20 tháng 5, 1982 (22 tuổi)  |         | Rennes                 |
| 2  | HV | Zdeněk Grygera            | 14 tháng 5, 1980 (24 tuổi)  |         | Ajax                   |
| 3  | HV | Pavel Mareš               | 18 tháng 1, 1976 (28 tuổi)  |         | Zenit Saint Petersburg |
| 4  | TV | Tomáš Galásek             | 15 tháng 1, 1973 (31 tuổi)  |         | Ajax                   |
| 5  | HV | René Bolf                 | 25 tháng 2, 1974 (30 tuổi)  |         | Baník Ostrava          |
| 6  | HV | Marek Jankulovski         | 9 tháng 5, 1977 (27 tuổi)   |         | Udinese                |
| 7  | TĐ | Vladimír Šmicer           | 24 tháng 5, 1973 (31 tuổi)  |         | Liverpool              |
| 8  | TV | Karel Poborský            | 30 tháng 3, 1972 (32 tuổi)  |         | Sparta Prague          |
| 9  | TĐ | Jan Koller                | 30 tháng 3, 1973 (31 tuổi)  |         | BoNga Dortmund         |
| 10 | TV | Tomáš Rosický             | 4 tháng 10, 1980 (23 tuổi)  |         | BoNga Dortmund         |
| 11 | TV | Pavel Nedvěd (đội trưởng) | 30 tháng 8, 1972 (31 tuổi)  |         | Juventus               |
| 12 | TĐ | Vratislav Lokvenc         | 27 tháng 9, 1973 (30 tuổi)  |         | 1. FC Kaiserslautern   |
| 13 | HV | Martin Jiránek            | 25 tháng 5, 1979 (25 tuổi)  |         | Reggina                |
| 14 | TV | Štěpán Vachoušek          | 26 tháng 7, 1979 (24 tuổi)  |         | Marseille              |
| 15 | TĐ | Milan Baroš               | 28 tháng 10, 1981 (22 tuổi) |         | Liverpool              |
| 16 | TM | Jaromír Blažek            | 29 tháng 12, 1972 (31 tuổi) |         | Sparta Prague          |
| 17 | HV | Tomáš Hübschman           | 4 tháng 9, 1981 (22 tuổi)   |         | Sparta Prague          |
| 18 | TĐ | Marek Heinz               | 4 tháng 8, 1977 (26 tuổi)   |         | Baník Ostrava          |
| 19 | TV | Roman Týce                | 7 tháng 5, 1977 (27 tuổi)   |         | 1860 Munich            |
| 20 | TV | Jaroslav Plašil           | 5 tháng 1, 1982 (22 tuổi)   |         | Monaco                 |
| 21 | HV | Tomáš Ujfaluši            | 24 tháng 3, 1978 (26 tuổi)  |         | Hamburger SV           |
| 22 | HV | David Rozehnal            | 5 tháng 7, 1980 (23 tuổi)   |         | Club Brugge            |
| 23 | TM | Antonín Kinský            | 31 tháng 5, 1975 (29 tuổi)  |         | Saturn Ramenskoye      |

### Đức
Huấn luyện viên: Rudi Völler
Đức công bố đội hình sơ bộ 22 người vào ngày 24 tháng 5 năm 2004, với việc huấn luyện viên Rudi Völler để một chỗ trống cho một cầu thủ U-21. Hậu vệ Hamburg Christian Rahn rút khỏi đội hình ngày 26 tháng 5 và được thay bởi hậu vệ trái Christian Ziege, người vừa được Tottenham Hotspur giải phóng. Tiền đạo chạy cánh của VfL Bochum Paul Freier cũng bị loại vào ngày 29 tháng 5 sau khi chấn thương dây chằng gối trong trận giao hữu khởi động với Malta ngày 27 tháng 5; his withdrawal allowed both early contenders for the 23rd place in the squad, Bastian Schweinsteiger và Lukas Podolski, to be selected.
| Số | Vt | Cầu thủ                  | Ngày sinh (tuổi)            | Số trận | Câu lạc bộ           |
| -- | -- | ------------------------ | --------------------------- | ------- | -------------------- |
| 1  | TM | Oliver Kahn (đội trưởng) | 15 tháng 6, 1969 (34 tuổi)  |         | Bayern Munich        |
| 2  | HV | Andreas Hinkel           | 26 tháng 3, 1982 (22 tuổi)  |         | VfB Stuttgart        |
| 3  | HV | Arne Friedrich           | 29 tháng 5, 1979 (25 tuổi)  |         | Hertha BSC           |
| 4  | HV | Christian Wörns          | 10 tháng 5, 1972 (32 tuổi)  |         | Borussia Dortmund    |
| 5  | HV | Jens Nowotny             | 11 tháng 1, 1974 (30 tuổi)  |         | Bayer Leverkusen     |
| 6  | HV | Frank Baumann            | 29 tháng 10, 1975 (28 tuổi) |         | Werder Bremen        |
| 7  | TV | Bastian Schweinsteiger   | 1 tháng 8, 1984 (19 tuổi)   |         | Bayern Munich        |
| 8  | TV | Dietmar Hamann           | 27 tháng 8, 1973 (30 tuổi)  |         | Liverpool            |
| 9  | TĐ | Fredi Bobic              | 30 tháng 10, 1971 (32 tuổi) |         | Hertha BSC           |
| 10 | TĐ | Kevin Kurányi            | 2 tháng 3, 1982 (22 tuổi)   |         | VfB Stuttgart        |
| 11 | TĐ | Miroslav Klose           | 9 tháng 6, 1978 (26 tuổi)   |         | 1. FC Kaiserslautern |
| 12 | TM | Jens Lehmann             | 10 tháng 11, 1969 (34 tuổi) |         | Arsenal              |
| 13 | TV | Michael Ballack          | 26 tháng 9, 1976 (27 tuổi)  |         | Bayern Munich        |
| 14 | TĐ | Thomas Brdarić           | 23 tháng 1, 1975 (29 tuổi)  |         | Hannover 96          |
| 15 | TV | Sebastian Kehl           | 13 tháng 2, 1980 (24 tuổi)  |         | Borussia Dortmund    |
| 16 | TV | Jens Jeremies            | 5 tháng 3, 1974 (30 tuổi)   |         | Bayern Munich        |
| 17 | HV | Christian Ziege          | 1 tháng 2, 1972 (32 tuổi)   |         | Tottenham            |
| 18 | TV | Fabian Ernst             | 30 tháng 5, 1979 (25 tuổi)  |         | Werder Bremen        |
| 19 | TV | Bernd Schneider          | 17 tháng 11, 1973 (30 tuổi) |         | Bayer Leverkusen     |
| 20 | TĐ | Lukas Podolski           | 4 tháng 6, 1985 (19 tuổi)   |         | 1. FC Köln           |
| 21 | HV | Philipp Lahm             | 11 tháng 11, 1983 (20 tuổi) |         | VfB Stuttgart        |
| 22 | TV | Torsten Frings           | 22 tháng 11, 1976 (27 tuổi) |         | Borussia Dortmund    |
| 23 | TM | Timo Hildebrand          | 5 tháng 4, 1979 (25 tuổi)   |         | VfB Stuttgart        |

### Latvia
Huấn luyện viên: Aleksandrs Starkovs
Latvia công bố đội hình chính thức vào ngày 29 tháng 5 năm 2004.
| Số | Vt | Cầu thủ                         | Ngày sinh (tuổi)            | Số trận | Câu lạc bộ                |
| -- | -- | ------------------------------- | --------------------------- | ------- | ------------------------- |
| 1  | TM | Aleksandrs Koļinko              | 18 tháng 6, 1975 (28 tuổi)  |         | Rostov                    |
| 2  | HV | Igors Stepanovs                 | 21 tháng 1, 1976 (28 tuổi)  |         | Beveren                   |
| 3  | TV | Vitālijs Astafjevs (đội trưởng) | 3 tháng 4, 1971 (33 tuổi)   |         | Admira Wacker Mödling     |
| 4  | HV | Mihails Zemļinskis              | 21 tháng 12, 1969 (34 tuổi) |         | Skonto                    |
| 5  | TV | Juris Laizāns                   | 6 tháng 1, 1979 (25 tuổi)   |         | CSKA Moscow               |
| 6  | HV | Oļegs Blagonadeždins            | 16 tháng 5, 1973 (31 tuổi)  |         | Skonto                    |
| 7  | HV | Aleksandrs Isakovs              | 16 tháng 9, 1973 (30 tuổi)  |         | Skonto                    |
| 8  | TV | Imants Bleidelis                | 16 tháng 8, 1975 (28 tuổi)  |         | Viborg                    |
| 9  | TĐ | Māris Verpakovskis              | 15 tháng 10, 1979 (24 tuổi) |         | Dynamo Kyiv               |
| 10 | TV | Andrejs Rubins                  | 26 tháng 11, 1978 (25 tuổi) |         | Shinnik Yaroslavl         |
| 11 | TĐ | Andrejs Prohorenkovs            | 5 tháng 2, 1977 (27 tuổi)   |         | Maccabi Tel Aviv          |
| 12 | TM | Andrejs Piedels                 | 17 tháng 9, 1970 (33 tuổi)  |         | Skonto                    |
| 13 | TV | Jurģis Pučinskis                | 1 tháng 3, 1973 (31 tuổi)   |         | Luch-Energiya Vladivostok |
| 14 | TV | Valentīns Lobaņovs              | 23 tháng 10, 1971 (32 tuổi) |         | Metalurh Zaporizhzhya     |
| 15 | HV | Māris Smirnovs                  | 2 tháng 6, 1976 (28 tuổi)   |         | Ventspils                 |
| 16 | HV | Dzintars Zirnis                 | 25 tháng 4, 1977 (27 tuổi)  |         | Liepājas Metalurgs        |
| 17 | TĐ | Marians Pahars                  | 5 tháng 8, 1976 (27 tuổi)   |         | Southampton               |
| 18 | HV | Igors Korabļovs                 | 23 tháng 11, 1974 (29 tuổi) |         | Ventspils                 |
| 19 | TV | Andrejs Štolcers                | 7 tháng 8, 1974 (29 tuổi)   |         | Fulham                    |
| 20 | TM | Andrejs Pavlovs                 | 22 tháng 2, 1979 (25 tuổi)  |         | Skonto                    |
| 21 | TĐ | Mihails Miholaps                | 24 tháng 8, 1974 (29 tuổi)  |         | Skonto                    |
| 22 | HV | Artūrs Zakreševskis             | 7 tháng 8, 1971 (32 tuổi)   |         | Skonto                    |
| 23 | TĐ | Vīts Rimkus                     | 21 tháng 6, 1973 (30 tuổi)  |         | Ventspils                 |

### Hà Lan
Huấn luyện viên: Dick Advocaat
Hà Lan công bố đội hình chính thức vào ngày 19 tháng 5 năm 2004.
| Số | Vt | Cầu thủ                    | Ngày sinh (tuổi)            | Số trận | Câu lạc bộ        |
| -- | -- | -------------------------- | --------------------------- | ------- | ----------------- |
| 1  | TM | Edwin van der Sar          | 29 tháng 10, 1970 (33 tuổi) | 82      | Fulham            |
| 2  | HV | Michael Reiziger           | 3 tháng 5, 1973 (31 tuổi)   | 66      | Barcelona         |
| 3  | HV | Jaap Stam                  | 17 tháng 7, 1972 (31 tuổi)  | 60      | Lazio             |
| 4  | HV | Wilfred Bouma              | 15 tháng 6, 1978 (25 tuổi)  | 10      | PSV               |
| 5  | HV | Giovanni van Bronckhorst   | 5 tháng 2, 1975 (29 tuổi)   | 34      | Barcelona         |
| 6  | TV | Phillip Cocu               | 29 tháng 10, 1970 (33 tuổi) | 77      | Barcelona         |
| 7  | TV | Andy van der Meyde         | 30 tháng 9, 1979 (24 tuổi)  | 11      | Internazionale    |
| 8  | TV | Edgar Davids               | 13 tháng 3, 1973 (31 tuổi)  | 61      | Barcelona         |
| 9  | TĐ | Patrick Kluivert           | 1 tháng 7, 1976 (27 tuổi)   | 77      | Barcelona         |
| 10 | TĐ | Ruud van Nistelrooy        | 1 tháng 7, 1976 (27 tuổi)   | 31      | Manchester United |
| 11 | TV | Rafael van der Vaart       | 11 tháng 2, 1983 (21 tuổi)  | 16      | Ajax              |
| 12 | TĐ | Roy Makaay                 | 9 tháng 3, 1975 (29 tuổi)   | 13      | Bayern Munich     |
| 13 | TM | Sander Westerveld          | 23 tháng 10, 1974 (29 tuổi) | 6       | Real Sociedad     |
| 14 | TV | Wesley Sneijder            | 9 tháng 6, 1984 (20 tuổi)   | 7       | Ajax              |
| 15 | HV | Frank de Boer (đội trưởng) | 15 tháng 5, 1970 (34 tuổi)  | 110     | Rangers           |
| 16 | TV | Marc Overmars              | 29 tháng 3, 1973 (31 tuổi)  | 82      | Barcelona         |
| 17 | TĐ | Pierre van Hooijdonk       | 29 tháng 11, 1969 (34 tuổi) | 38      | Fenerbahçe        |
| 18 | HV | John Heitinga              | 15 tháng 11, 1983 (20 tuổi) | 6       | Ajax              |
| 19 | TV | Arjen Robben               | 23 tháng 1, 1984 (20 tuổi)  | 4       | PSV               |
| 20 | TV | Clarence Seedorf           | 1 tháng 4, 1976 (28 tuổi)   | 71      | Milan             |
| 21 | TV | Paul Bosvelt               | 26 tháng 3, 1970 (34 tuổi)  | 21      | Manchester City   |
| 22 | TV | Boudewijn Zenden           | 15 tháng 8, 1976 (27 tuổi)  | 51      | Middlesbrough     |
| 23 | TM | Ronald Waterreus           | 25 tháng 8, 1970 (33 tuổi)  | 6       | PSV               |

## Đại diện cầu thủ
| Số cầu thủ | Câu lạc bộ                                                                             |
| ---------- | -------------------------------------------------------------------------------------- |
| 9          | Bayern Munich, Barcelona, Juventus                                                     |
| 8          | Benfica, Internazionale, Milan, Chelsea, Manchester United, Arsenal                    |
| 7          | Panathinaikos, Porto, Lazio, Real Madrid, Liverpool, PSV, Skonto                       |
| 6          | Roma, AEK Athens, Lokomotiv Moscow, CSKA Moscow, VfB Stuttgart, Ajax, BoNga Dortmund   |
| 5          | Werder Bremen, Deportivo La Coruña, Zenit Saint Petersburg, Valencia, Bayer Leverkusen |